# Diego López el Mudo
Diego López, el Mudo, fue un pintor barroco español, activo en Madrid, como oficial de Juan Carreño de Miranda en la segunda mitad del siglo XVII.
En su descripción de la ermita de la Virgen del Prado, a la salida de Talavera de la Reina, Antonio Ponz observó en la nave y en el camarín de la Virgen la presencia de diversas pinturas de «un Diego López, que se firmaba el Mudo, porque debía de serlo de nacimiento», y advertía que si bien algunos, con poco conocimiento, atribuían esas pinturas, que calificaba de triviales, a Juan Fernández Navarrete, también llamado el Mudo, distaban unas de otras, con expresión horaciana, quantum aera lupinis.
Por otro lado, Alfonso E. Pérez Sánchez llamó la atención sobre el testamento de María de Medina, viuda de Juan Carreño de Miranda, fechado en 1685, en el que junto a Jerónimo Ezquerra aparecía mencionado un «Diego López el mudo», a quien dejaba como muestra de afecto el coleto que llevaba su marido, noticia que el mismo Pérez Sánchez puso en relación con la presencia en el mercado anticuario de algunas modestas pinturas de escuela madrileña firmadas «López el Mudo». Entre ellas, una pareja de telas de mediano tamaño e infrecuente iconografía, en las que un motivo mitológico y otro bíblico, Hércules y Onfalia y Sansón y Dalila, ilustran la sumisión masculina frente a la triunfante fortaleza femenina. Ya en 1682 se mencionaba la presencia de dos «mancebos» mudos en el taller de Carreño cuando el guardarropa del rey recibió orden de entregar un traje a cada uno de los asistentes al obrador del pintor de cámara, y en 1687, muerto ya Carreño, figuraba como deudor del propietario de una tienda situada en la calle Mayor «el Mudo de Carreño».